# Lewis Price
Lewis Peter Price (Bournemouth, 1984. július 19. –) walesi labdarúgókapus, aki jelenleg a Sheffield Wednesday csapatában játszik.

## Pályafutása

### Ipswich Town
Price az Ipswich Town ifiakadémiáján nevelkedett, a klub szurkolóinak körében akkor lett népszerű, amikor egy Coventry City elleni meccsen beállt Kelvin Davis helyére és kivédett egy büntetőt a 2004/05-ös szezonban. Miután Davis felépült sérüléséből, Price kölcsönben a Cambridge Unitedhez került.
2006 augusztusában a walesi kapus egyik nyilatkozatában elmondta, hogy szeretne kölcsönben egy másik csapathoz igazolni, hogy több lehetőséghez jusson, de véglegesen nem szeretné elhagyni a Portman Roadot. Ezt követően szinte minden meccsen kezdő volt az Ipswichnél. Jó teljesítménye ellenére Neil Alexander 2007-es érkezése azt jelentette, hogy távoznia kell.

### Derby County
2007. július 27-én Price az angol élvonalba feljutott Derby Countyhoz igazolt. Karácsony tájékán mutatkozhatott be a Liverpool ellen, amikor Stephen Bywater megsérült a bemelegítés során. Ezt követően sorozatban nyolc bajnokin és kupameccsen volt kezdő, de ez a sorozat megszakadt Roy Carroll leigazolása után.
Price az FA-Kupa harmadik fordulójában a Sheffield Wednesday ellen két tizenegyest is kivédett a büntetőpárbajban, így a Derby továbbjutott.

## Válogatott
Price-t először 2005. augusztus 17-én hívták be a walesi válogatottba Szlovénia ellen, de térdsérülése miatt nem léphetett pályára. Első pályára lépése 2005. november 17-ére datálódik, akkor Ciprus volt az ellenfél.